# Едвин Флек
Едвин Херолд „Теди” Флек (енгл. Edwin Harold „Teddy” Flack; 5. новембар 1873 — 10. јануар 1935) је био аустралијски атлетичар и тенисер, који је учествовао на Олимпијским играма 1896. Он је био први олимпијац Аустралије и први који је освојио олимпијску медаљу за Аустралију.

## Детињство и младост
Теди Флек је рођен је у Лондону, Енглеска, а када је имао пет година његова породица је преселила у Аустралију. Живели су у Бервику у Викторији. По завршетку Melbourne Church of England Grammar School 1892. студирао је грчку историју. Као студент постао је првак Новог Јужног Велса и Викторије у трци на једну миљу. Флек се такмичио за стари Атлетски клуб Мелбурн чији је дрес носио на Олимпијским играма 1896. После дипломирања Флек се придружио оцу у рачуноводству фирме Davey, Flack & Co. У својој 21. години 1895. одлази у Лондон да усаврши рачуноводсво у фирми Price Waterhouse (данас PricewaterhouseCoopers). Као добар аустралијски спортиста Флек пристула Атлетском клубу у Лондону са намером да се док је у Европи припрема за наредне Олимпијскем игре 1896.

## Олимпијске игре 1896.
Флек је стигао у Атину после шест дана неудобног путовања возом и бродом током којег је добио морску болест. На дан отварања Игара у првој квалификационој трци на 800 метара освојио је прво место резултатом 2:10,0. Другог дана у трци на 1.500 метара трчао је са фаворизованом Американцем Артуром Блејком. Дуго су трчали раме уз раме да би у финишу на равном делу стазе пре циља Флек успео да победи са 5 метара предности. Четвртог дана Игара у финалу трке 800 метара Флек је поновио успех постигнут пре два дана и победио са резултатом 2:11,0. Његови резултат из предтакмичења у трци на 800 метара 2:10,0 и финалу трке на 1.500 метара били су први олимпијски рекорди у тим дисциплинама.
Само дан касније Флек је одлучио да се такмичи у маратону, иако никада није трчао више од 10 миља, растојање мање од полумаратона. Био је на другом месту иза Француза Албена Лермизиоа, трећепласираног у трци на 1.500 м, већи део трке. Након 32 километара, Француз је пао и Флек је водио трку. После само неколико километара сустигао га је победник маратона Спиридон Луис, а после једног килиметра и престигао. Флек је морао одустати на 37 километру.
Иако је у великој мери непознат, Флек се такође такмичио у тенису појединачно и паровима. Појединачно је изгубио у првом кругу такмичења од Грка Аристидиса Акратопулоса. У пару је играо са енглеским пријатељем Џорџ Стјуарт Робертсоном. Стигли су до полуфинала, јер су у првом колу били слободни. У полуфиналу су изгубли од пара Касдаклис из Египта и Димитриоса Петрококиноса из Грчке. Освојили су треће место, али медаље за треће места су додељене ретроактивно јер трећепласирани 1896. нису добијали никакву награду.
Флек је био један од популарнијих такмичара Игара и за њега је био уобичајен назив „Лав од Атине“.

## Каснији живот
Флек се 1898. вратио у Аустралију у породичну рачуноводствену фирму у Мелбурну. Купио је фарму у близини Бервика, Викторији, где је за време викенда боравио и узгајао краве Holstein (cattle). Флек се није никада више такмичио за Аустралију, али укључио се у рад Аустралијског олимпијског комитета и био је представник Аустралије на првом Конгресу МОКа.
Умро је 1935. након операције у приватној болници. Кремиран је, а урна са његовим пепелом је положена у Бервичком гробљу, где му је на стогодишњицу првих олимијских игара и првих освојених медаља за Аустралију 1996. откривен споменик у бронзи.